# Polygonia g-argenteum
Polygonia g-argenteum — дневная бабочка из семейства Nymphalidae. Эндемик Мексики.

## Название
Видовое название дано по отличительному признаку — наличию серебристо-белого пятна на исподе заднего крыла в виде латинской буквы.

## Описание
Основной фон крыльев охристо-рыжий. Задний край переднего крыла с характерной полукруглой вырезкой. Половой диморфизм выражен слабо. Крылья с нижней стороны с рисунком из бурых оттенков, которые имитируют кору дерева и с четким белым значком на наружной границе центральной ячейки.
Задний край переднего крыла с характерной полукруглой вырезкой. Бурая маргинальная перевязь на крыльях характеризуется рядом жёлтых лунок. Центральная ячейка на задних крыльях не замкнута. Внешний край крыльев сильно изрезан, с заметными выступами на жилках M1 и Cu2 на передних крыльях и на жилках M3 и Cu2 — на задних.